# Dick Ploog
Richard Francis „Dick“ Ploog (* 27. November 1936 in Ballarat; † 14. Juli 2002 in Geelong) war ein australischer Bahnradsportler.
1956 nahm Dick Ploog an den Olympischen Spielen in Melbourne teil und errang die Bronzemedaille im Sprint. 1957 wurde er beim Grand Prix de Paris Zweiter bei den Amateuren. Im Jahr darauf wurde er bei den Bahn-Weltmeisterschaften in Paris Dritter im Sprint der Amateure vor seinem Landsmann Coster.
1954 und 1958 startete Ploog bei den Commonwealth Games und errang zwei Goldmedaillen: 1954 in Vancouver im Zeitfahren, zeitgleich mit dem Südafrikaner Jimmy Swift, der ebenfalls eine Goldmedaille erhielt, und 1958 in Cardiff im Sprint. Er startete auch bei drei Sechstagerennen und belegte 1960 in Melbourne mit Barry Waddell Platz drei. Er gewann insgesamt 25 nationale Titel und stellte am 6. Dezember 1956 in Melbourne einen Weltrekord einen 200 Meter (fliegend) auf mit 11,20 Sekunden. 1994 wurde er in Brisbane erster Masters-Weltmeister im Sprint.